# Marie-José Nicoli
Pour les articles homonymes, voir Nicoli.
Marie-José Nicoli, née Marie-José Mauricette Daret le 12 août 1945 à Mont-de-Marsan et morte le 26 avril 2003 dans le 4e arrondissement de Marseille des suites d’une longue maladie, est la fondatrice de l’antenne Union fédérale des consommateurs—Que choisir à Marseille.
Elle est la doyenne des associations de consommateurs dans l'union européenne et a été faite Officier de l'Ordre national du mérite le 23 juin 1990. 

## Parcours
Elle a été la vice-présidente de l'UFC Que Choisir en 1974 et 1987, présidente de 1987 à 2003 ; vice-présidente du Bureau européen des unions de consommateurs ; membre du Conseil consultatif européen de la pêche ; du Conseil national de l'alimentation et membre représentant le collège des consommateurs et usagers au Conseil national de la consommation.

## Participation active
Elle participa activement à la vie de l'association en prenant position notamment sur les frais bancaires, la surveillance des prix des produits de base, la précaution à l'égard des OGM, les mesures de dépistage de la maladie de la vache folle et de traçabilité de la viande bovine. Elle participait activement en tant qu'éditorialiste au magazine que choisir ainsi que sur le site web de l'association.

## Hommage
En hommage à son œuvre, une place Marie-José Nicoli a été inaugurée à Paris le 4 avril 2008.